# Kim Kyung-Wook
Kim Kyung-Wook (n. 18 aprilie 1970, Yeoju, Coreea de Sud) este o arcașă ce a reprezentat Coreea de Sud, medaliată olimpică. A participat la o ediție a Jocurilor Olimpice (1996) în care a câștigat o medalie de aur.

## Participări
Lista de mai jos prezintă principalele competiții la care a participat Kim Kyung-Wook de-a lungul carierei.
- archery at the 1996 Summer Olympics – women's team[*]